# 奥姆布里亚诺门

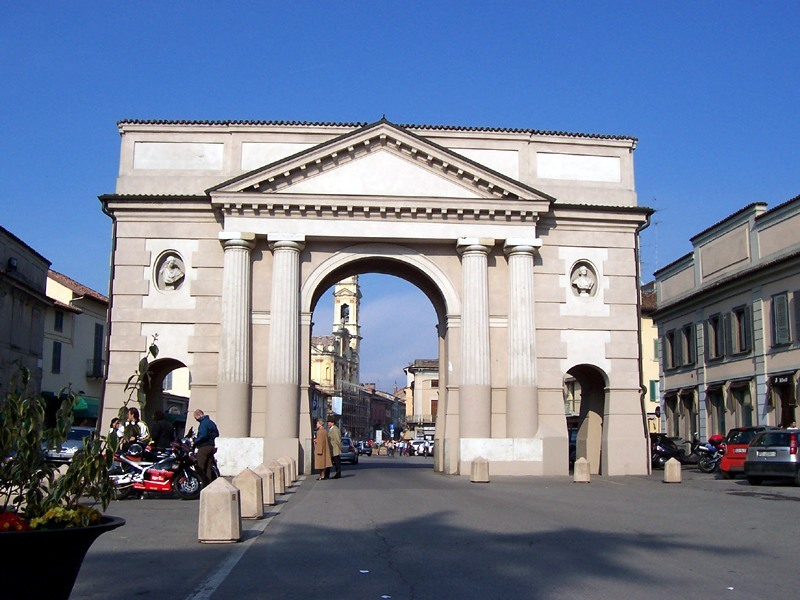

奥姆布里亚诺门（Porta Ombriano）是通往意大利克雷马历史中心的一个宏伟的大门，位于若望二十三世广场（Piazza Giovanni XXIII）的西侧。

## 历史
奥姆布里亚诺门建于19世纪初，有一个中央大拱门和两侧小拱门，保留了1488年威尼斯共和国时期旧城门的特征。1803年，奇萨尔皮纳共和国新政府颁布开放城市法令，拆除该市的防御系统，1805-1807年，建筑师福斯蒂诺·罗迪拆除破旧狭小的15世纪老城门，新建了19世纪新古典主义风格的建筑。。福斯蒂诺·罗迪设计了坚固宏伟的凯旋门，内外两个立面略有不同。

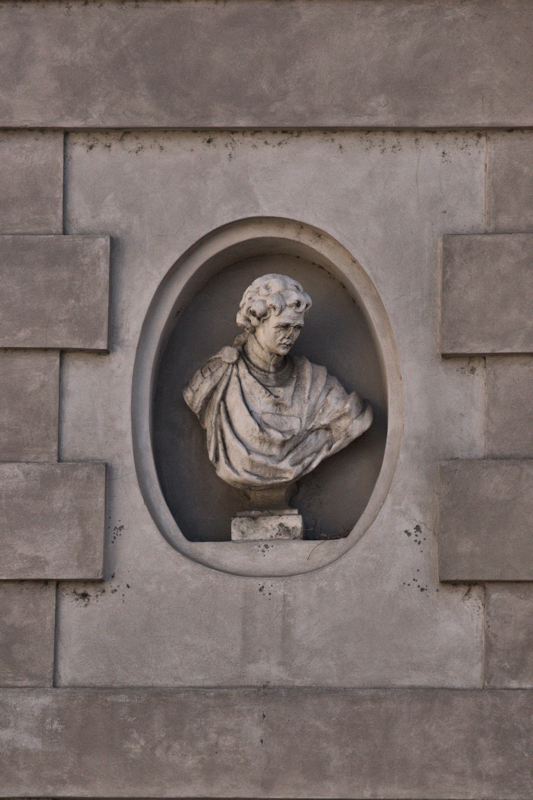
Il busto di sinistra
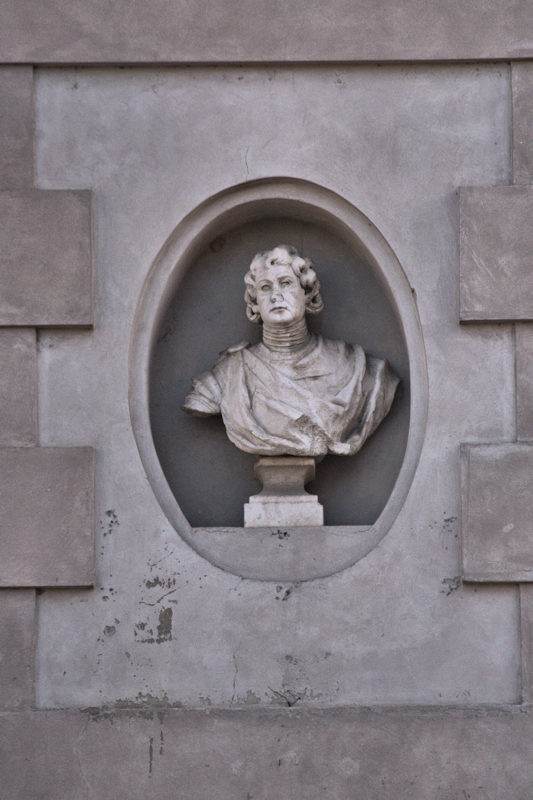
Il busto di destra
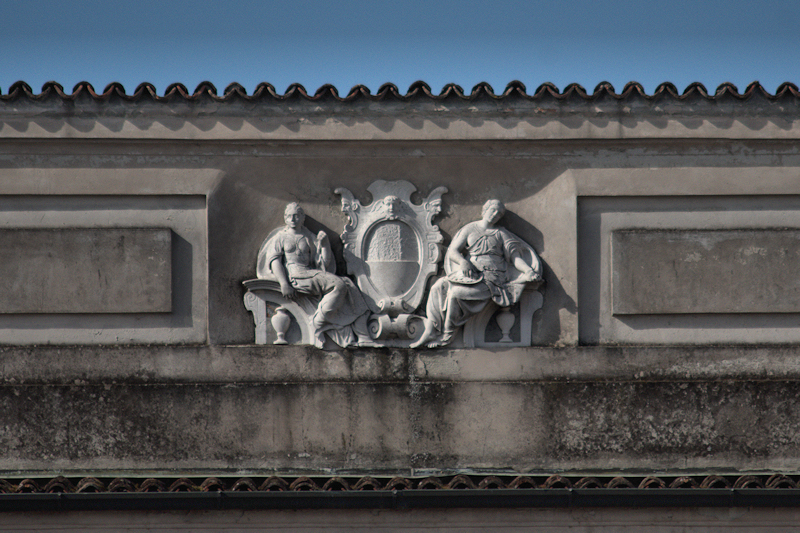